# 黑海褶腹喉盤魚
黑海褶腹喉盤魚（學名：Diplecogaster euxinica）為輻鰭魚綱喉盤魚目喉盤魚科的其中一種，分布於黑海海域，棲息深度可達60公尺，屬底棲性魚類，生活習性不明。

## 擴展閱讀
維基物種上的相關：黑海褶腹喉盤魚